# Lijst van voetbalinterlands Dominica - Saint Lucia
Deze lijst van voetbalinterlands is een overzicht van alle officiële voetbalwedstrijden tussen de nationale teams van Dominica en Saint Lucia. De landen speelden tot op heden achttien keer tegen elkaar. De eerste ontmoeting, een vriendschappelijke wedstrijd, werd gespeeld in Roseau op 19 november 1995. Het laatste duel, een groepswedstrijd tijdens de CONCACAF Nations League 2022/23, vond plaats op 27 maart 2023 in Gros Islet.

## Wedstrijden
| №  | Plaats         | Datum             | Competitie                      | Wedstrijd              | Uitslag |
| -- | -------------- | ----------------- | ------------------------------- | ---------------------- | ------- |
| 1  | Roseau         | 19 november 1995  | Vriendschappelijk               | Dominica – Saint Lucia | 2 – 1   |
| 2  | Roseau         | 3 maart 1996      | Caribbean Cup 1996 kwalificatie | Dominica – Saint Lucia | 0 – 1   |
| 3  | Castries       | 21 maart 1996     | Caribbean Cup 1996 kwalificatie | Saint Lucia − Dominica | 1 − 1   |
| 4  | Georgetown     | 11 september 1999 | Vriendschappelijk               | Saint Lucia − Dominica | 2 − 0   |
| 5  | Castries       | 12 december 1999  | Vriendschappelijk               | Saint Lucia − Dominica | 3 − 1   |
| 6  | Castries       | 13 december 1999  | Vriendschappelijk               | Saint Lucia − Dominica | 2 − 1   |
| 7  | Roseau         | 18 december 1999  | Vriendschappelijk               | Dominica − Saint Lucia | 2 − 1   |
| 8  | Roseau         | 19 december 1999  | Vriendschappelijk               | Dominica − Saint Lucia | 2 − 1   |
| 9  | Saint George's | 16 april 2001     | Vriendschappelijk               | Dominica − Saint Lucia | 0 − 0   |
| 10 | Saint George's | 18 april 2001     | Vriendschappelijk               | Saint Lucia − Dominica | 1 − 0   |
| 11 | Roseau         | 30 november 2013  | Vriendschappelijk               | Dominica − Saint Lucia | 0 − 1   |
| 12 | Roseau         | 1 december 2013   | Vriendschappelijk               | Dominica − Saint Lucia | 1 − 0   |
| 13 | Roseau         | 30 april 2014     | Vriendschappelijk               | Dominica − Saint Lucia | 0 − 2   |
| 14 | Basseterre     | 7 september 2014  | Caribbean Cup 2014 kwalificatie | Dominica − Saint Lucia | 1 − 2   |
| 15 | Vieux Fort     | 13 mei 2015       | Vriendschappelijk               | Saint Lucia − Dominica | 1 − 1   |
| 16 | Saint George's | 5 juli 2017       | Vriendschappelijk               | Saint Lucia − Dominica | 0 − 0   |
| 17 | Roseau         | 9 juni 2022       | CONCACAF Nations League 2022/23 | Dominica − Saint Lucia | 0 − 1   |
| 18 | Gros Islet     | 27 maart 2023     | CONCACAF Nations League 2022/23 | Saint Lucia − Dominica | 3 − 1   |

## Samenvatting
| Competitie                 | Totaal gespeeld | Winst Dominica | Gelijk | Winst Saint Lucia | Doelsaldo Dominica – Saint Lucia |
| -------------------------- | --------------- | -------------- | ------ | ----------------- | -------------------------------- |
| CONCACAF Nations League    | 2               | 0              | 0      | 2                 | 1 − 4                            |
| Caribbean Cup-kwalificatie | 3               | 0              | 1      | 2                 | 2 − 4                            |
| Vriendschappelijk          | 13              | 4              | 3      | 6                 | 10 − 15                          |
| Totaal                     | 18              | 4              | 4      | 10                | 13 − 23                          |

DFA · 
Vrouwenvoetbalelftal van Dominica
Interlands
Tegenstander:
Amerikaanse Maagdeneilanden ·
Anguilla ·
Antigua en Barbuda ·
Aruba ·
Bahama's ·
Barbados ·
Bermuda ·
Britse Maagdeneilanden ·
Canada ·
Cuba ·
Dominicaanse Republiek ·
Grenada ·
Guatemala ·
Guyana ·
Haïti ·
Jamaica ·
Mexico ·
Nicaragua ·
Panama ·
Saint Kitts en Nevis ·
Saint Lucia ·
Saint Vincent en de Grenadines ·
Suriname ·
Trinidad en Tobago ·
Turks- en Caicoseilanden
SLFA · Saint Luciaans vrouwenelftal
Amerikaanse Maagdeneilanden ·
Anguilla ·
Antigua en Barbuda ·
Aruba ·
Barbados ·
Bermuda ·
Britse Maagdeneilanden ·
Canada ·
Cuba ·
Curaçao ·
Dominica ·
Dominicaanse Republiek ·
El Salvador ·
Grenada ·
Guatemala ·
Guyana ·
Haïti ·
Jamaica ·
Kaaimaneilanden ·
Montserrat ·
Nederlandse Antillen ·
Panama ·
Puerto Rico ·
Saint Kitts en Nevis ·
Saint Vincent en de Grenadines ·
San Marino ·
Suriname ·
Trinidad en Tobago ·
Turks- en Caicoseilanden